# Olimpiada Ivanova
Olimpiada Vladimirovna Ivanova (Олимпиада Владимировна Иванова, Minsuit, Chuvasia, 26 de agosto de 1970) es una atleta rusa especializada en marcha atlética.
En el año 2004 acudió a los Juegos Olímpicos de Atenas de 2004 consiguiendo la medalla de plata en los 20 km.
En los Campeonatos Mundiales de Atletismo de Edmonton 2001 y Helsinki 2005 consiguió sendas medallas de oro. Sus participaciones en la Copa del Mundo de Marcha Atlética se han saldado con tres medallas de plata, las conseguidas en Poděbrady 1997, Turín 2002 y La Coruña 2006.
Su mejor marca personal sobre la distancia de 20 km marcha data de 2001 y tiene un tiempo registrado de 1h:24:50.